# Alla tvivel bär till Jesus
Alla tvivel bär till Jesus (originaltitel Fully trusting) är en psalm diktad 1876 av J. C. Morgan, en läkare i USA som levde under 1800-talets senare del. Musiken är skriven 1876 av George C. Stebbins. Texten översattes till svenska 1893 av Erik Nyström. Psalmen har fem verser med reprisen Jag förtröstar, vill förtrösta. Stilla trösta på hans ord, som avslutning på varje vers.

## Publicerad i
- Svenska Missionsförbundets sångbok 1920 som nr 234 under rubriken "Omvändelse och nyfödelse".
- Samlingstoner 1922 som nr 131 under rubriken "Trossånger"
- Fridstoner 1926 som nr 41 under rubriken "Frälsnings- och helgelsesånger".
- Frälsningsarméns sångbok 1929 som nr 218 under rubriken "Jubel, erfarenhet och vittnesbörd".
- Musik till Frälsningsarméns sångbok 1930 som nr 218.
- Segertoner 1930 som nr 78.
- Sionstoner 1935 som nr 522 under rubriken "Nådens ordning: Trosliv och helgelse".
- Segertoner 1960 som nr 78.
- Frälsningsarméns sångbok 1968 som nr 39 under rubriken "Erfarenhet och vittnesbörd ".
- Segertoner 1988 som nr 538  under rubriken "Att leva av tro - Förtröstan - trygghet".[3]
- Frälsningsarméns sångbok 1990 som nr 382 under rubriken "Helgelse".